# Октав Петруський
Октав Петруський (пол. Oktaw Pietruski; 5 лютого 1820, Брюссель — 22 лютого 1894, Львів) — польський діяч-автономіст.

## Життєпис
Батько — Юзеф Томаш Петруський, капітан військ польських часу війн Наполеона. Мати — дружина батька Вільгельміна Віттус.
Закінчив Станиславівську цісарсько-королівську гімназію, школу-академію «Терезіанум» у Відні. У 1842 році розпочав працювати аускультантом у шляхетському суді у Львові. Пізніше — радник суду Самбірського округу. У 1861 році став послом до Галицького сейму. У 1862—1890 роках — член Крайового виділу у Львові. Активно сприяв впровадженню польської мови як мови діловодства в Галичині. Від 1868 року — член ц.-к. Крайової шкільної ради. У 1872—1890 роках — заступник маршалка Галицького сейму. На посаді співпрацював, зокрема, з маршалком — графом Леоном Людвиком Сапегою.
Почесний громадянин Львова, Кракова, Ряшева, Станиславова, Коломиї, Бучача, Гусятина, Стрия, Бережан, Вадовиць.
Помер у Львові, похований на Личаківському цвинтарі.
Дружина — Стефанія з Авґустиновичів, мали 7 дітей.